# 조윤경 (과학자)
조윤경(趙允卿, 1970년~)은 대한민국의 과학자이다. 한국공학한림원 및 왕립화학회의 회원이며, 기초과학연구원 첨단연성물질연구단 그룹리더, 울산과학기술원 교수를 맡고 있다.